# Familly
Familly est une ancienne commune française, située dans le département du Calvados en région Normandie, devenue le 1er janvier 2016 une commune déléguée au sein de la commune nouvelle de Livarot-Pays-d'Auge.
Elle est peuplée de 114 habitants.

## Toponymie
Le nom de la localité est attesté sous les formes Famillie en 1281 (cartulaire de Friardel), Famillye en 1320 (rôles de la vicomté d’Auge).

## Politique et administration
| Période                                  | Période   | Identité            | Étiquette | Qualité                |
| ---------------------------------------- | --------- | ------------------- | --------- | ---------------------- |
| juin 1995                                | mars 2014 | Pierre Motté        | SE        | Agriculteur (retraité) |
| mars 2014                                | En cours  | Sylvaine Houllemare | SE        | Retraitée              |
| Les données manquantes sont à compléter. |           |                     |           |                        |

## Démographie
L'évolution du nombre d'habitants est connue à travers les recensements de la population effectués dans la commune depuis 1793. À partir du 1er janvier 2009, les populations légales des communes sont publiées annuellement dans le cadre d'un recensement qui repose désormais sur une collecte d'information annuelle, concernant successivement tous les territoires communaux au cours d'une période de cinq ans. 
Pour les communes de moins de 10 000 habitants, une enquête de recensement portant sur toute la population est réalisée tous les cinq ans, les populations légales des années intermédiaires étant quant à elles estimées par interpolation ou extrapolation. Pour la commune, le premier recensement exhaustif entrant dans le cadre du nouveau dispositif a été réalisé en 2004,.
En 2021, la commune comptait 114 habitants, en évolution de +6,54 % par rapport à 2015 (Calvados : +1,58 %, France hors Mayotte : +2,49 %).
| 1793 | 1800 | 1806 | 1821 | 1831 | 1836 | 1841 | 1846 | 1851 |
| ---- | ---- | ---- | ---- | ---- | ---- | ---- | ---- | ---- |
| 257  | 248  | 242  | 228  | 350  | 385  | 371  | 355  | 317  |

| 1856 | 1861 | 1866 | 1872 | 1876 | 1881 | 1886 | 1891 | 1896 |
| ---- | ---- | ---- | ---- | ---- | ---- | ---- | ---- | ---- |
| 298  | 277  | 263  | 256  | 245  | 238  | 202  | 213  | 191  |

| 1901 | 1906 | 1911 | 1921 | 1926 | 1931 | 1936 | 1946 | 1954 |
| ---- | ---- | ---- | ---- | ---- | ---- | ---- | ---- | ---- |
| 203  | 201  | 200  | 169  | 175  | 180  | 201  | 197  | 188  |

| 1962 | 1968 | 1975 | 1982 | 1990 | 1999 | 2004 | 2009 | 2014 |
| ---- | ---- | ---- | ---- | ---- | ---- | ---- | ---- | ---- |
| 153  | 149  | 112  | 107  | 103  | 98   | 120  | 127  | 112  |

| 2018 | - | - | - | - | - | - | - | - |
| ---- | - | - | - | - | - | - | - | - |
| 117  | - | - | - | - | - | - | - | - |

## Économie

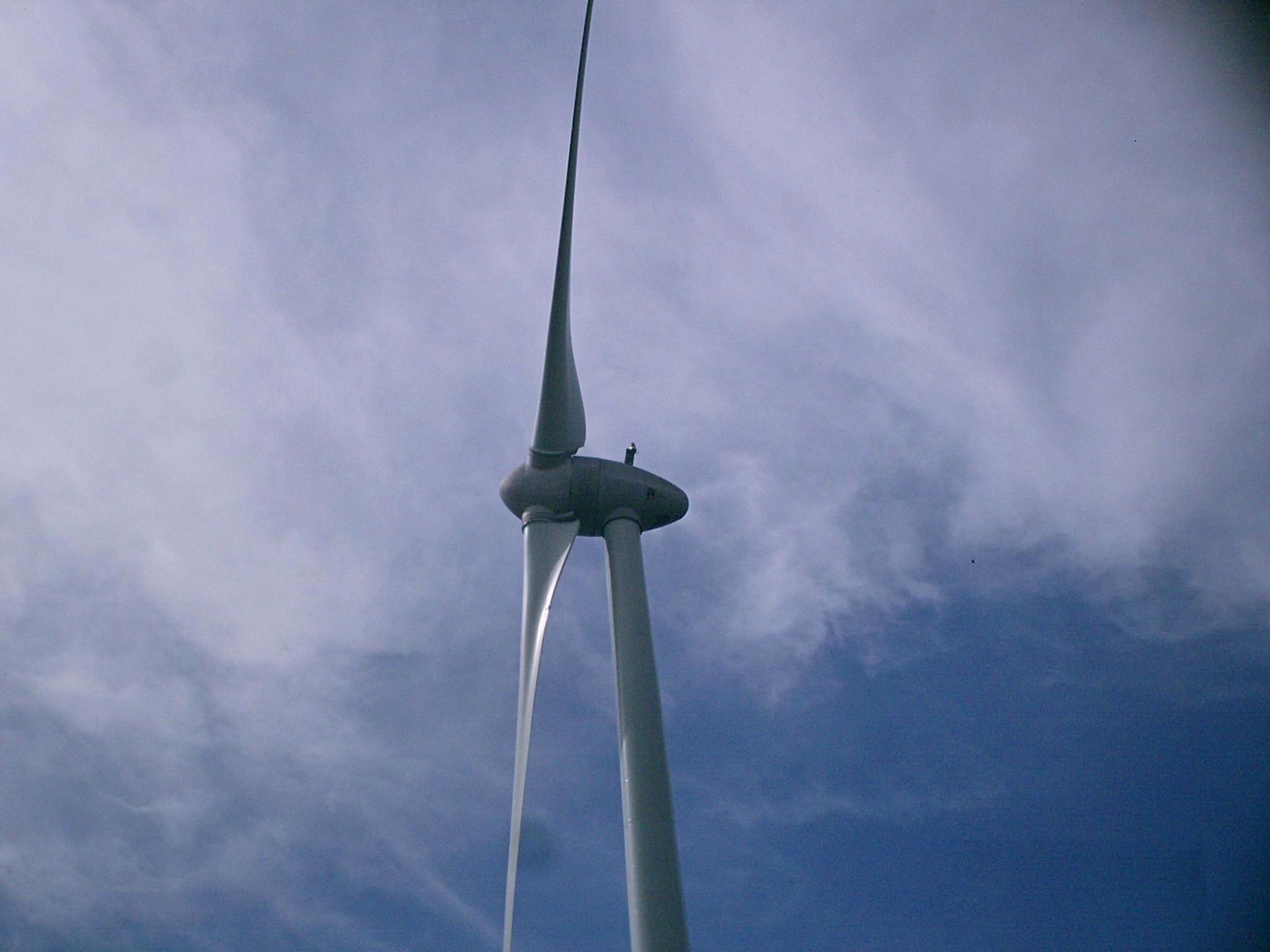
Une éolienne du parc.

La commune abrite depuis 2010 sur son territoire au lieudit la Gagnerie un parc éolien (ou ferme éolienne) de cinq éoliennes de 123,5 mètres de hauteur et d'une puissance totale de 10 mégawatts. Par arrêté du 18 mai 2010, la SARL Société du parc éolien de Familly est autorisée à exploiter ce parc éolien. La mise en exploitation du site est effective depuis le 1er décembre 2010.

## Lieux et monuments
- Église Saint-Jean-Baptiste des XIIIe et XVIIe siècles. Elle renferme un élégant retable à l'autel principal.
- Église Notre-Dame au hameau de La Halboudière du XVe siècle. Église paroissiale de la commune de La Halboudière rattachée à la commune de Familly le 31 mars 1825, elle sert actuellement de grange. Les deux petits autels de la nef ont été transportés dans l’église Saint-Jean-Baptiste de Familly. Le clocher a été démoli.
- Château du XVe siècle transformé à la Renaissance et au XVIIe siècle[8].

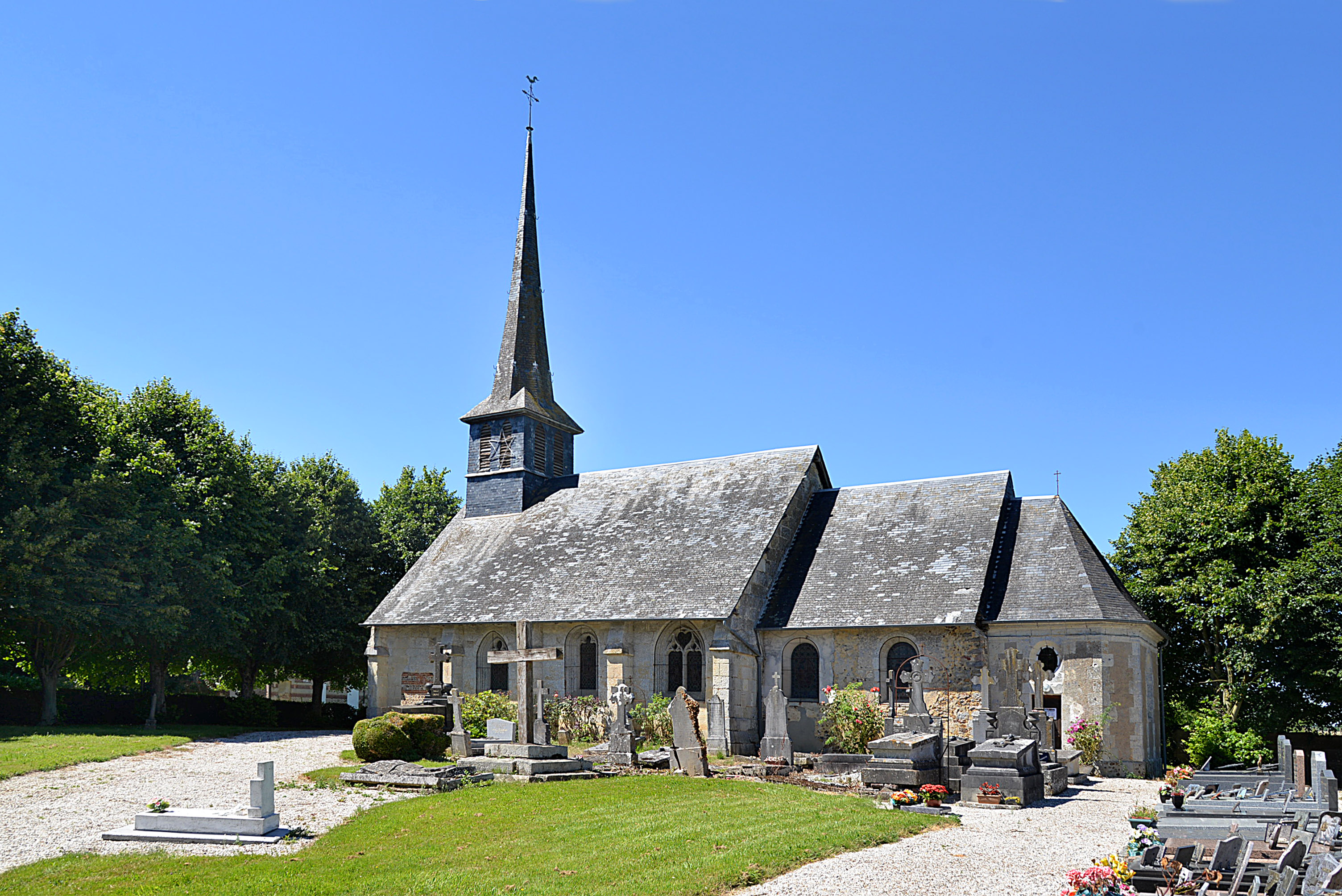
L'église Saint-Jean-Baptiste.
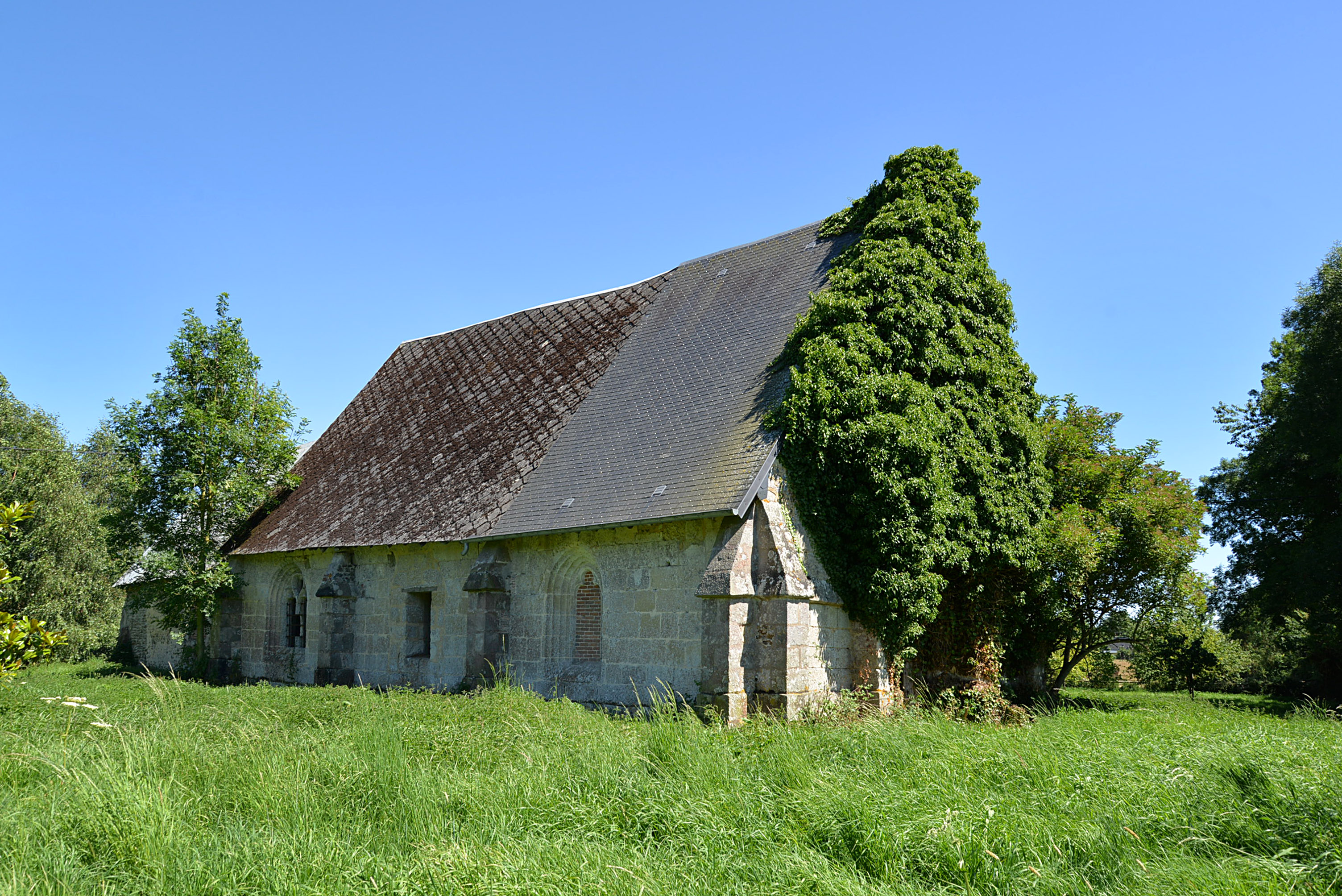
L'ancienne église Notre-Dame.
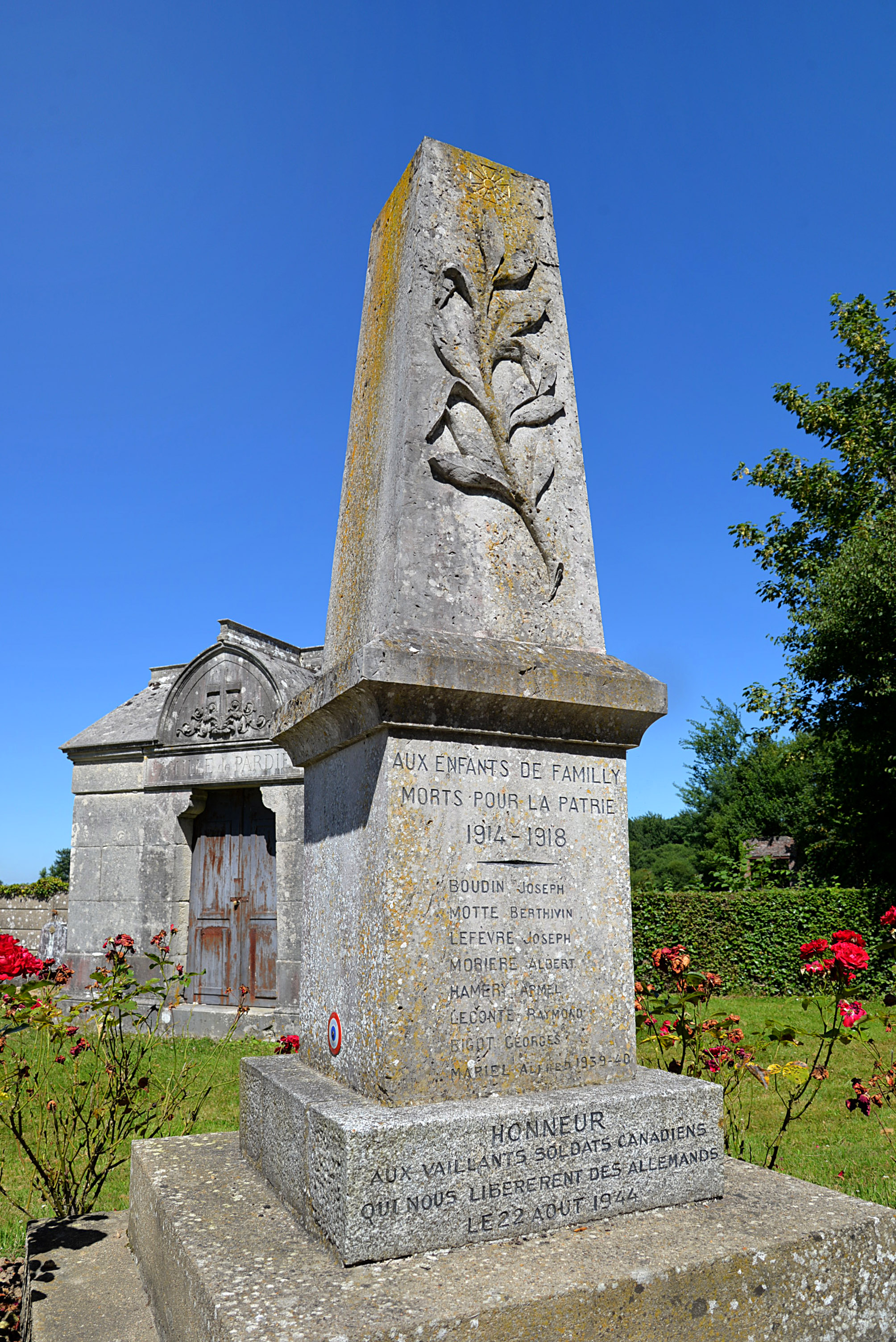
Le monument aux morts.

## Personnalités liées à la commune
- Marie-Laure Grouard (1822-1843), poétesse , décédée et inhumée à Familly.